# Hakan Cengiz
Hakan Cengiz (* 3. Oktober 1967) ist ein ehemaliger türkischer Fußballspieler.

## Leben
Cengiz spielte von 1980 bis 1989 bei VfB Lehe/SFL Bremerhaven, gefolgt von vier Jahren beim FC Bremerhaven.
Der Stürmer stand von 1993 bis 1996 in Diensten von Atlas Delmenhorst und war in der Spielzeit 1995/96 Torschützenkönig der Regionalliga Nord. 1996/97 spielte er für den VfL Herzlake und stand in der Torjägerliste der Regionalliga abermals an erster Stelle. Für Herzlake kam er auf 28 Tore. Im Sommer 1997 wurde Cengiz von Eintracht Frankfurt für eine Ablösesumme von 150 000 D-Mark verpflichtet und in der Saison 1997/98 in elf Begegnungen der 2. Fußball-Bundesliga eingesetzt, in denen er ohne Torerfolg blieb. Er verließ die Eintracht im Januar 1998 und trug bis zum Ende der Spielzeit 1997/98 als Leihgabe die Farben des SV Waldhof Mannheim.
Cengiz ging nach Niedersachsen zurück, lief 1998/99 für die Kickers Emden auf, von 1999 bis 2002 war er Spieler des SV Wilhelmshaven. Zwischen 2002 und 2004 verstärkte er den VfB Oldenburg.
Von 2006 bis 2009 war er Spielertrainer beim Bezirksligisten RW Hürriyet, anschließend als Spieler Mitglied von BW Bümmerstede. Es folgte die Rückkehr zu Hürriyet, 2011/12 spielte Cengiz für den Kreisligisten VfR Wardenburg und zu Beginn der Saison 2012/13 wieder bei BW Bümmerstede. Nach einem weiteren Abstecher nach Delmenhorst beendete er seine Spielerlaufbahn.
Er war bis Mitte März 2016 Trainer des FC Meyda (Kreisliga) in Oldenburg, im selben Monat wurde er Trainer des Kreisligisten TuS Varel 09, Ende August 2016 kam es zur Trennung. Im Mai 2021 trat Cengiz das Traineramt beim Bezirksligisten SV Baris Delmenhorst an, Mitte April 2022 trennte sich der Verein von ihm. Im Juli 2023 übernahm Cengiz das Traineramt beim Kreisligisten TuS Jaderberg.